# 정진우 (영화 감독)
정진우(鄭鎭宇, 1938년 1월 17일 ~ )는 대한민국의 영화 감독이다.

## 생애
경기도 김포에서 출생하였다. 중앙대학교 법학과를 나온 그는 영화전반교육과정을 수업한 이후에는 1963년 《외아들》로 데뷔. 대표작으로 《배신》(背信), 《하숙생》, 《여》(女), 《석화촌》(石花村, 제9회 청룡영화상 작품대상), 《자녀목》 등을 연출했다. 청춘물을 기교주의로 다루는 데 특기가 있다. 한국영화인협회 이사장을 역임하였다.

## 수상
- 제18회 아시아 영화제에서 신인 감독상을 받았다. 1985년에 《자녀목》이 제1회 도쿄 국제 영화제에서 세계우수영화로 뽑혔으며 제42회 베네치아 국제 영화제에서 '베니스 스페셜' 부문에 선정됐다.
- 2014년 제 51회 《대종상》 공로상